# Schaumburg Township District Library
Die Schaumburg Township District Library ist eine öffentliche Bücherei in Schaumburg, Illinois. Sie bietet ihren Kunden Zugriff auf über 600.000 Medien und ist damit die viertgrößte Bibliothek in Illinois. Fast 80 % der etwa 120.000 Einwohner von Schaumburg besitzen einen Büchereiausweis. Die Bibliothek verteilt sich über drei Gebäude: Die Zentralbibliothek, das Hanover Park Branch und das Hoffman Estates Branch.

## Geschichte
Die Bibliothek begann 1960 als mobiler Buchladen, wurde aber schon 1962 als öffentlich unterstützte Bücherei anerkannt. Vier Jahre später zog sie in ein größeres Gebäude in der Library Lane. 1976 und 1993 wurden Zweigstellen eröffnet. 2001 initiierte die Bibliothek ein lokales Geschichtsarchiv. In diesem werden digitale Fotografien, Videos und Dokumente gesammelt, die sich mit der Geschichte Schaumburgs befassen.

## Kunstwerke
In den Gebäuden der Bibliothek befinden sich mehrere Kunstwerke, die der Bibliothek von Gönnern gestiftet wurde.

### Zentralbibliothek
- Im Eingangsbereich des Zentralgebäudes steht die Bronzeskulptur Computing the Future des Künstlers J. Seward Johnson. Das Werk stellte eine lebensgroße Figur dar, die liest. Das Kunstwerk befindet sich im Besitz der Bibliothek seit diese 1998 neu eröffnet wurde.
- Im Zugangsbereich zur Abteilung für Jugend- und Kinderbücher der Zentralbibliothek befindet sich eine Galerie mit Originalillustrationen von Kinderbüchern.
- Der Jugendbuchbereich des Zentralgebäudes verfügt über mehrere Dioramen des Künstlers Albert Fantel. Diese in den späten 1970ern entstanden Werke stellen das Leben in Illinois zwischen dem 17. und dem 20. Jahrhundert dar. Ausgestellt werden diese im Jugendbuchbereich nahe der Stillarbeitszone.
- Im Raum für Neuerscheinungen und fiktionale Literatur befindet sich eine Glasskulptur von Dale Chihuly
- Im ersten Stock des Zentralgebäudes steht seit 2002 die Bronzeskulptur Open Book des Künstlers Richard Hunt.

### Hanover Park Branch
- Nahe dem Gebäude des Hanover Park Brunch ist die Bronzeskulptur des Illuminates des Künstlers John Regis Tuska ausgestellt.
- Im inneren dieses Gebäudes befinden sich mehrere Skulpturen, die historische Themen zum Gegenstand haben. Etwa die Darstellung einer ägyptischen Mumie in einer grabartigen Umgebung.

### Hoffman Estates Branch
- Vor der Zweigstelle steht die Troika Fountain des Künstlers Steve Rayman.
- Im Eingangsbereich hängt der von Joan Lintault geschaffene Quilt Reflections of Northern Illinois.